# Jacques Dutruy
Jacques Dutruy   (Ginebra, 18 de novembre de 1762 - Choisy-le-Roi, 27 d'abril de 1836) fou un general d'origen suís, al servei de França.

## Registres de servei
Pintor-geògraf, va exercir de sergent major al regiment de Sonnenberg, un regiment suís al servei del Regne de França. Va desertar el 14 de juliol de 1789 i es va incorporar a la guàrdia nacional. De 1792 a 1793, va servir a l'Exèrcit del Centre, després a l'Exèrcit del Mosel·la, va ser nomenat capità-comandant de la companyia de caçadors de Dubourg també anomenada 1a companyia lliure de caçadors de París i va lluitar a la Vendée a partir del juny de 1793 a l'exèrcit de les costes de La Rochelle. Ascendit a general de brigada el 13 de juny de 1793, participà en la batalla de Noirmoutier i a les columnes infernals, la seva participació en les massacres és controvertida. Va repel·lir Charette a la batalla de Challans (1794).
Fou nomenat temporalment general de divisió de l'Exèrcit dels Pirineus Occidentals. Va ser suspès el 9 de maig de 1794, després reintegrat el 27 d'octubre de 1795. Va tornar a l'exèrcit occidental el 1799, va participar en l'expedició de Santo Domingo el 1801, a la campanya de Dàlmata, i va servir a Itàlia el 1809, després a Holanda el 1811.
Va ser nomenat baró de l'Imperi l'any 1809.